# De Havilland DH.112 Venom
Pour les articles homonymes, voir Venom.
Le de Havilland Venom est un avion de chasse britannique des années 1950. Directement issu du de Havilland Vampire, il a été dérivé en une version capable d'opérer à partir de porte-avions, le Sea Venom, (également construite en France sous la désignation Aquilon). Environ 1 500 exemplaires ont été produits au total, utilisés par une petite dizaine de pays dont certains (comme la Suisse) ont conservé les leurs jusqu'au milieu des années 1980.

## Historique

### Le Venom
En 1947, la société de Havilland équipa un Vampire d'un réacteur Ghost en remplacement du Goblin d'origine. L'amélioration des performances était telle que le Ministère de l'Air britannique commanda aussitôt deux prototypes de ce qui était alors désigné Vampire FB.8. En plus du changement de réacteur, l'avion fut alors équipé d'une nouvelle aile plus fine et plus aérodynamique, avec un réservoir de carburant à chaque extrémité. La partie arrière fut également modifiée, avec notamment des ailerons qui dépassaient légèrement de chaque côté des dérives.
Lorsque le premier prototype fit son vol inaugural, le 2 septembre 1949, la décision avait été prise de ne plus considérer l'avion comme une simple version du Vampire mais de lui donner un nouveau nom : le Venom. La puissance supplémentaire du Ghost et les améliorations aérodynamiques permettaient d'augmenter la vitesse horizontale de 150 km/h et de doubler la vitesse ascensionnelle. Le premier avion de série sortit d'usine en 1951 et le Venom FB.1 entra en service mi-1952 dans la Royal Air Force.
Cette première version souffrait cependant de quelques problèmes, principalement des incendies du réacteur et des faiblesses de la structure qui provoquèrent la perte de plusieurs appareils. Les pilotes se plaignaient également de l'absence de siège éjectable et de la température infernale qui régnait dans le poste de pilotage lors des déploiements dans les pays chauds. Une version FB.4 résolvant tous ces problèmes fit son premier vol le 29 décembre 1953 et entra en service en 1955.
En parallèle, de Havilland développa de sa propre initiative une version biplace, réunissant le fuselage du Vampire NF.10 (avion destiné à la chasse nocturne, avec deux pilotes assis côte-à-côte et un radar) avec le réacteur et les ailes du Venom. Le prototype du Venom NF.2 fit son premier vol le 22 août 1952. Bien que peu enthousiaste sur cette version, la RAF finit par commander 90 exemplaires pour remplacer ses Gloster Meteor et Vampire NF.10. Ces avions entrèrent en service fin 1953. En cours de production, quelques modifications mineures furent apportées et donnèrent naissance à la version NF.2A.
Dès février 1953 vola le prototype de la version NF.3, équipée notamment d'un nouveau radar AN/APS-57 d'origine américaine, d'ailerons améliorés et d'un système d'éjection de la verrière (mais toujours pas de sièges éjectables). Un réacteur Ghost 104 légèrement plus puissant que le Ghost 103 d'origine fut également installé. Cette version fut livrée à la Royal Air Force à partir de mi-1955, deux ans après que la Suède eut reçu les exemplaires qu'elle avait commandés.

### Le Sea Venom

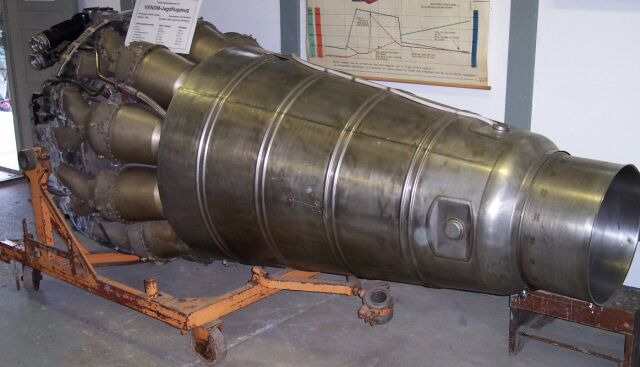
Un réacteur Ghost.

En 1951 commencèrent les essais d'une version du Venom NF.2 adaptée à l'emploi depuis un porte-avions : le Sea Venom. Désignée FAW.20, la première version fut produite à partir de mars 1953 et mise en service dans la Royal Navy l'année suivante. Elle fut suivie dès avril 1954 d'une version FAW.21 reprenant les améliorations du NF.3 et, à partir du 100e exemplaire, de sièges éjectables.
Une dernière version FAW.22 fut construite en 1957 et 1958, avec un réacteur Ghost 105 plus puissant et un radar amélioré. Ces avions furent ensuite modifiés pour être capables de tirer des missiles air-air.

### L'Aquilon
Pour les articles homonymes, voir Aquilon.

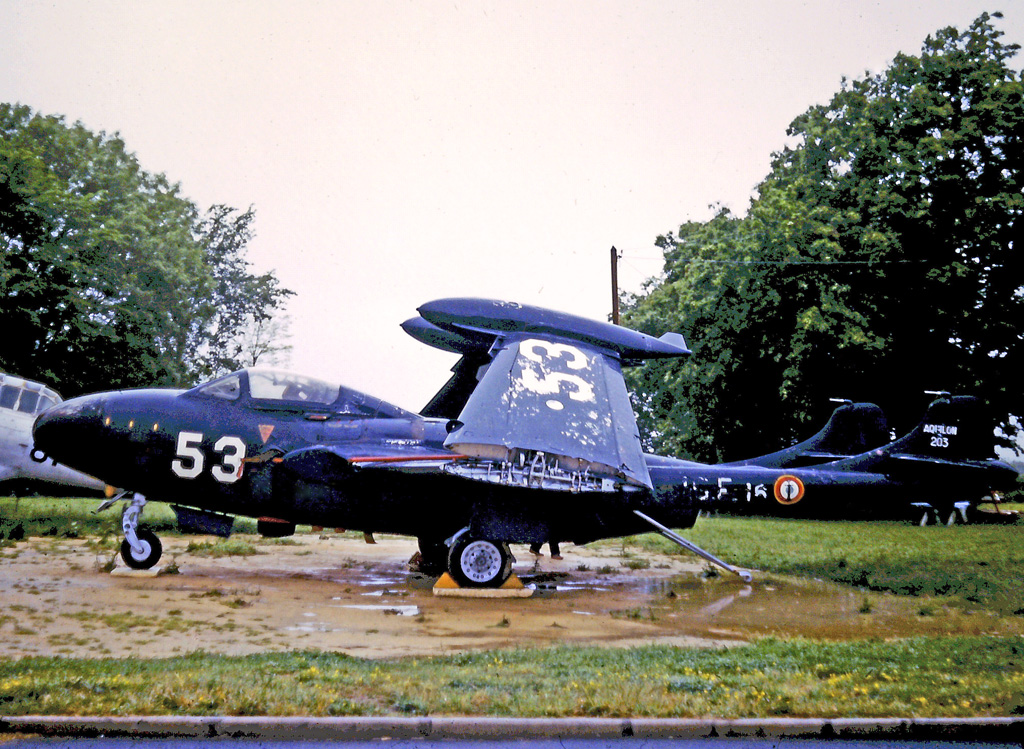
Un Aquilon 203 retiré du service en 1973.

La France obtint une licence pour produire le Sea Venom, la version navalisée. Les réacteurs étaient construits par Fiat en Italie et l'avion par la SNCASE, qui avait déjà assemblé les Vampire français sous le nom de "Mistral". Sous la désignation Aquilon, quatre versions furent produites pour l'aviation navale française:
- Aquilon 20 (29 exemplaires, n°01 à 04 et 1 à 25), les présérie 01 à 04 sont des Sea Venom F(AW).20 de présérie assemblés à partir des pièces fournies par de Havilland avec uniquement le haut de la verrière ouvrant (type clamshell) et dérive triangulaire, puis 25 exemplaires de série construit par la SNCASE avec verrière ouvrant vert le haut.
- Aquilon 201 (2 exemplaire, ex Aquilon 20 n°02 et 05)
- Aquilon 202 (26 exemplaires,n°05 et 25 à 50), version biplace navalisé avec des sièges éjectables, verrière coulissante, train renforcé (Venom Mk.21), ailes repliable, un télémètre de tir Derveaux DRAX-4A (type 148), frein hydraulique et air climatisé;
- Aquilon 203 (40 exemplaires, n°51 à 90), version monoplace avec un radar Westinghouse APQ-65 (AN/APQ-41A modifié, utilisé sur F3D Skyknight) sous un radôme 6 cm plus long et un turbo-alternateur en cabine a la place du siège droit de l'assistant pilote, capable de tirer des missiles air-air ;
- Aquilon 204 (6 exemplaires, n°91 à 96), fuselage d'Aquilon 20 modifié en 203 et ailes fixe, version biplace d'entraînement radar de l'Aquilon 203 sans canons.

Le premier Aquilon fit son vol inaugural en octobre 1952, et l'avion fut mis en service en mai 1955 dans la flottille 11F puis la flottille 16F. 
En juillet 1955, a lieu le premier appontage d'un Aquilon sur le HMS Bulwark. 
Le 13 juin 1960, l'Aquilon 203 n°83 coule au large d'Hyères après un catapultage à partir du porte-avions britannique HMS Ark Royal, et ne sera retrouvé que 60 ans plus tard à plus de 2400m de fond,.
Les flottilles 11F et 16F furent déployées sur des terrains d’Algérie, notamment Alger Maison-Blanche, pour des missions de défense aérienne diurne et nocturne avec les modèles Mk20, 202 et 203. 
Bien que prévu comme intercepteur, l’Aquilon fut aussi employé en Algérie dans la mission d’appui-sol avec ses quatre canons de 20 mm et ses quatre roquettes, qu’il pouvait emporter sous les ailes. Les détachements des flottilles 11F et 16F à Alger s’achevèrent en 1959, mais elles furent à nouveau déployées en Tunisie (Bizerte) en avril 1961. Entre-temps, La 16F avait eu la primeur des appontages et catapultages de « jet » sur le Clemenceau, étant déclarée opérationnelle sur porte-avions en novembre 1960. 
Dépassé techniquement et usé prématurément, à partir de fin 1963, il fut interdit d'appontage et quitta le service opérationnel en avril 1964 lorsque les chasseurs de la 16F sont transférés à la 59S, mais resta encore utilisé jusqu'en juin 1966 pour l'entraînement à partir de bases terrestres.
Il peut, entre autres armements, emporter deux missiles air-air Matra R511.

### À l'exportation

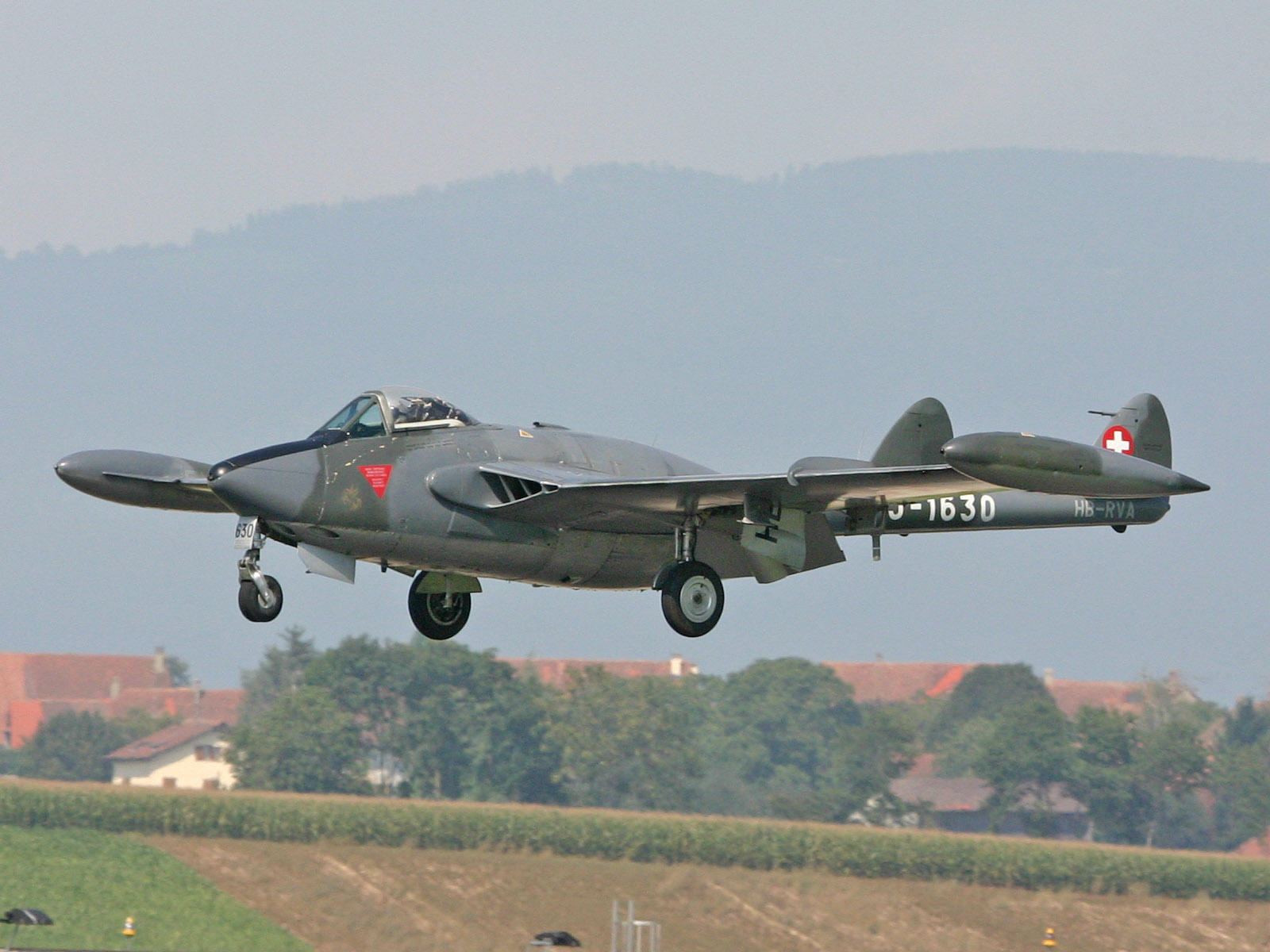
Venom DH-112 Mk1-R suisse.

À cause de l'apparition d'avions plus modernes et plus performants, le Venom n'eut pas autant de succès que le Vampire. Cependant, en plus de la centaine d'Aquilon construits en France (voir ci-dessus) :
- la Suisse [8] a construit sous licence 126 Venom Mk.1 (immatriculés J-1501 à J-1625, et J-1650)[9], 24 Venom Mk1-R (équipés de caméras de reconnaissance et immatriculés J-1626 à J-1649)[10] et 100 Venom FB.4 (immatriculés J-1701 à J-1800)[11]. Livrés à partir de 1953, ces avions sont retirés du service en 1983.
- la Suède a obtenu 62 Venom NF.2/NF.3 produits par de Havilland mais équipés d'un réacteur Ghost construit sous licence. Dans l'armée de l'air suédoise, le Venom était désigné "J33".
- le Venezuela [12] acheta 22 Venom FB.54, qui furent livrés à partir de 1955 et affectés à l'Escuadròn de Caza 34. Ces avions furent utilisés lors du coup d'état de janvier 1958 contre le président Marcos Pérez Jiménez. En 1961, les Venoms sont regroupés avec les Vampire de l'Escuadrón de Caza 35 et les F-86 Sabre de l'Escuadrón de Caza 36, pour former le Grupo Aéreo de Caza 12. Ils sont retirés du service en 1973.
- l'Australie [13],[14] acheta 39 Sea Venom FAW 53, livrés à partir de 1956 et mis en œuvre sur le porte-avions HMAS Melbourne. Plusieurs Sea Venom FAW 22 furent également loués au Royaume-Uni, entre juin 1955 et février 1956, pour former les pilotes. Remplacés par les A-4 Skyhawk à la fin des années 1960, les Sea Venom restèrent utilisés pour le remorquage de cible jusqu'à leur retrait du service en 1973.
- enfin, quelques autres pays ont mis en œuvre le Venom, en plus petites quantités, généralement en remplacement de leurs Vampire.

## Engagements

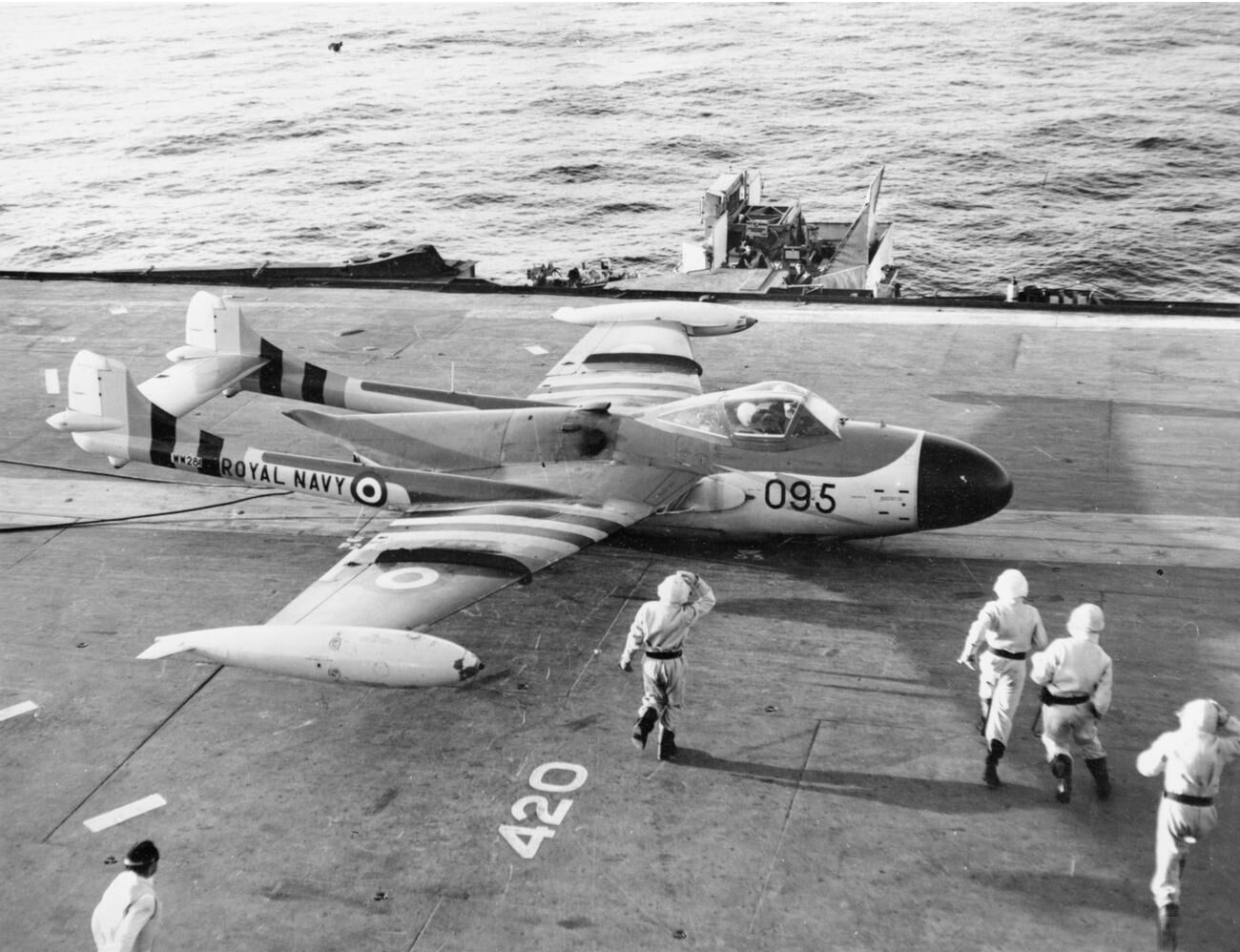
Un Sea Venom de la Royal Navy touché par la DCA lors de la crise de Suez, et posé sur le ventre.

Le Royaume-Uni a engagé ses Venom FB.4 lors de la crise du canal de Suez en 1956 puis lors d'une insurrection au Sultanat d'Oman en 1957.
La France a engagé ses Aquilon pendant la guerre d'Algérie (1954-1962).

## Variantes

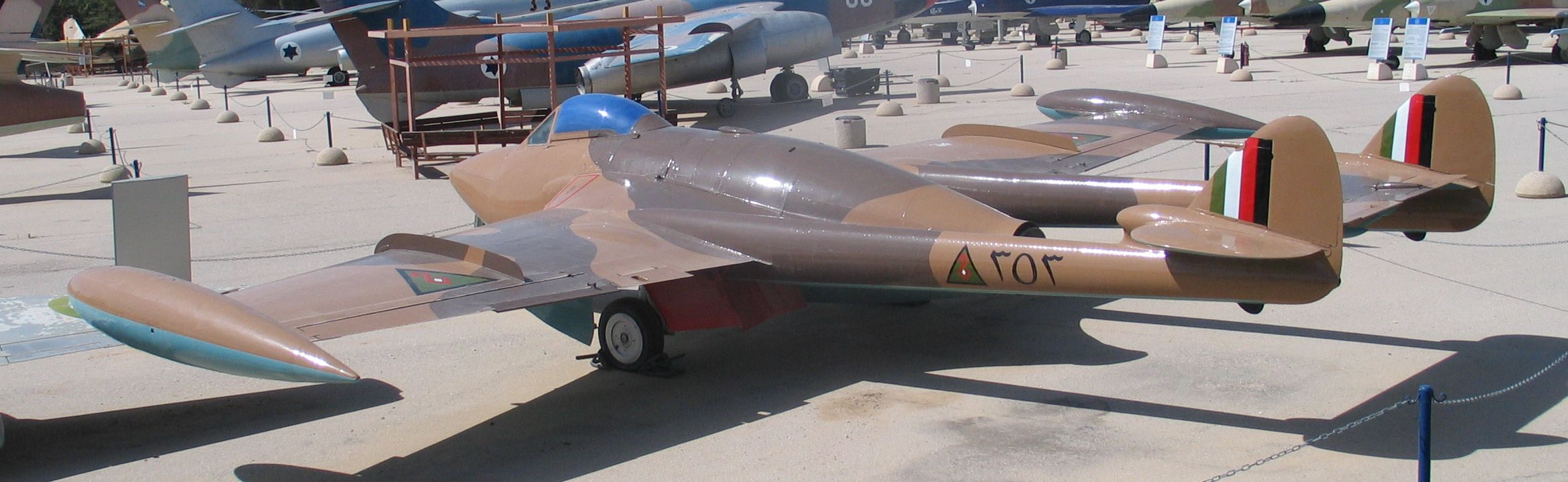
Un Venom irakien.

- Venom FB.1 - version monoplace initiale (523 exemplaires)
- Venom NF.2 - version biplace de chasse nocturne (91 exemplaires)
- Venom NF.3 - biplace, nouveau radar et autres modifications (123 exemplaires)
- Venom FB.4 - monoplace, siège éjectable et autres modifications (250 exemplaires)
- Venom FB.5x - version d'export du monoplace (37 exemplaires)
- Venom NF.5x - version d'export du biplace (62 exemplaires)

- Sea Venom FAW.20 - version biplace navalisée (50 exemplaires)
- Sea Venom FAW.21 - nouveau radar et autres modifications (167 exemplaires)
- Sea Venom FAW.22 - réacteur et radar améliorés (39 exemplaires)

- Aquilon 20 - Sea Venom FAW.20 assemblé en France (4 exemplaires)
- Aquilon 201 - ex Aquilon 20 transformé en prototype d'Aquilon 202 (2 exemplaires)
- Aquilon 202 - biplace avec sièges éjectables et télémètre, construit en France (25 exemplaires)
- Aquilon 203 - monoplace avec radar AN/APQ-65, construit en France (40 exemplaires)
- Aquilon 204 - biplace d'entrainement radar, construit en France (6 exemplaires)

## Pays utilisateurs
- Royaume-Uni
- Australie (39 avions)
- France
- Irak
- Jordanie

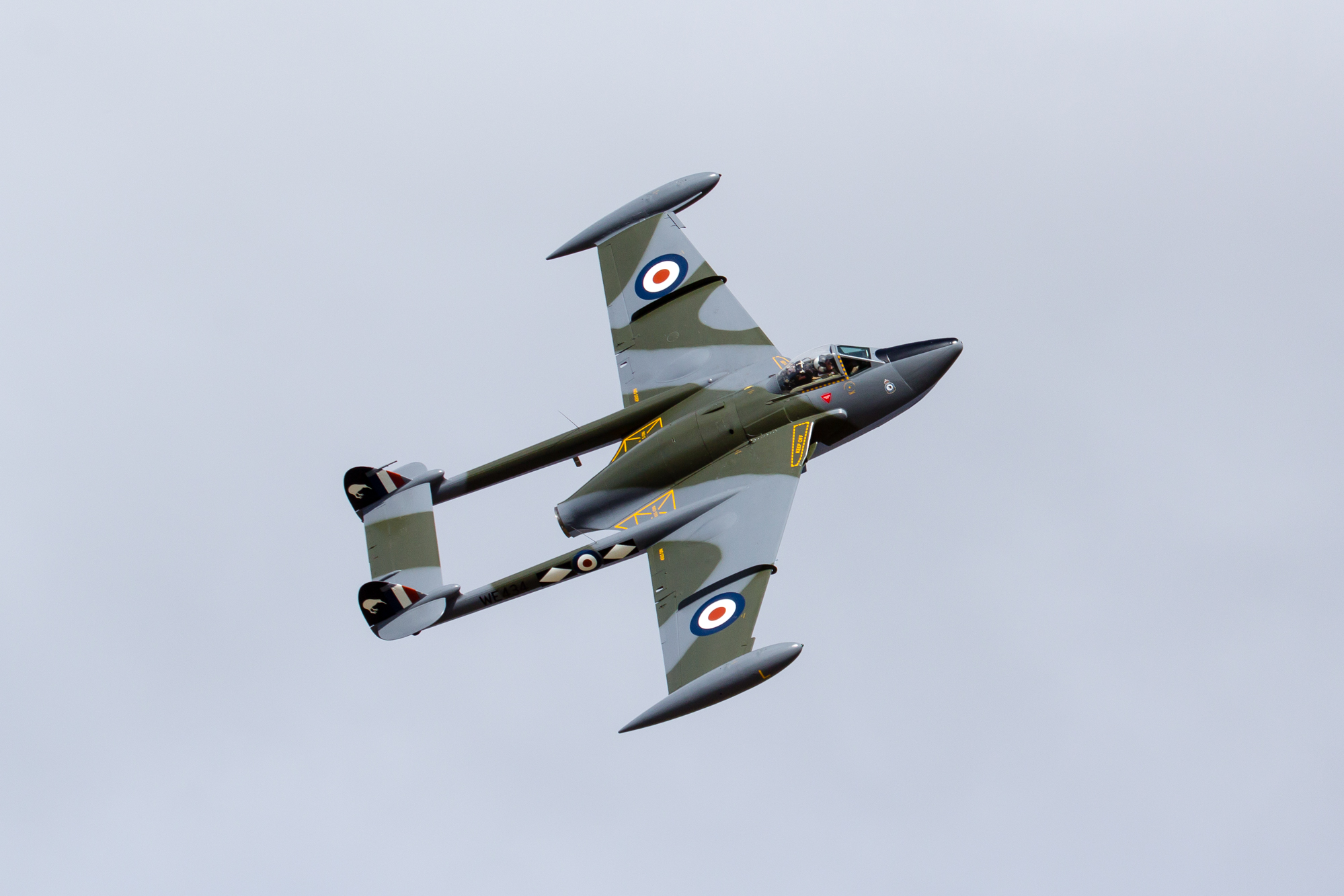
F+W Emmen DH 112 Venom MkIV aux couleurs de la Royal New Zealand Air Force (ex. J-1799).

- Nouvelle-Zélande (16 avions loués au Royaume-Uni entre 1955 et 1958)[15]
- Suède (62 avions)
- Suisse (250 avions)
- Venezuela (22 avions)